# Gwizd (powieść)
Gwizd (ang. Whistle) – ostatnia powieść Jamesa Jonesa, a zarazem też ostatnia część swoistej trylogii wojennej Stąd do wieczności, składającej się z książek: Stąd do wieczności, Cienka czerwona linia, Gwizd.

## Opis fabuły
Gwizd opowiada o czterach członkach kompanii znanej z wcześniejszych książek: sierżancie Winchu, szefie kuchni Johnnym Strangu, szeregowym Bobbym Prellu, oraz Landersie. Wszyscy oni przeżyli razem piekło kampanii na Guadalcanal, a następnie zostali ranni w późniejszych działaniach. Zostają oni skierowani do Stanów Zjednoczonych na leczenie. Opisuje ich pobyt w szpitalu w Luxorze oraz ich dalsze losy.
Powieść ta ukazuje straszliwe wyalienowanie żołnierzy, niemogących odnaleźć sobie miejsca w kraju. Nieumiejących także odnaleźć sobie miejsca w armii. James Jones ukazuje nam straszliwe spustoszenie, jakie uczyniła wojna w psychice tych ludzi. Jednocześnie na kartach swojej powieści stara się pokazać przemiany, jakie zaszły w społeczeństwie amerykańskim. Czyni to w sposób brutalny i bezpruderyjny.